# متحف بيلفيو
متحف بيلفيو (BELvue) هو متحف للتاريخ الوطني البلجيكي في بروكسل. تقسم المعارض على اثنتي عشر غرفة وتعرض فترات رئيسية في تاريخ بلجيكا، مثل الثورة البلجيكية، وبلجيكا أثناء الحربين العالمية الأولى والثانية. كما أن المعارض في الممرات تتحدث عن ملوك بلجيكا.
يقع المتحف في أوتيل بيلفيو، وهو فندق فخم بني في القرن الثامن عشر. يقع على قمة خاودنبيرخ، وهو مدخل للحفريات الأثرية أسفله.
Coordinates: 50°50′34″N 4°21′39″E / 50.84265°N 4.3607°E